# Arden Myrin
Arden VanAmringe Myrin (Little Compton, 10 dicembre 1973) è una cabarettista e attrice statunitense.

## Biografia

### Infanzia e gioventù
Nata a Rhode Island, nel villaggio marittimo di Little Compton, da padre ragioniere e madre agente immobiliare, Arden Myrin è la secondogenita di una famiglia di discendenze svedesi e norvegesi dopo il fratello Alarik. Già da bambina dimostrava di possedere una grande passione per la recitazione ed i musical di Broadway, in particolare "Annie".
Completati gli studi in Massachusetts nel 1988, prima alla First Academy di Dartmouth ed in seguito alla Middlesex School di Concord, ottiene il diploma in recitazione nella piccola academia di arti liberali del Colorado College; eseguendo anche il discorso di fine anno ai diplomandi.
Tra il 1993 e il 1994 comincia a studiare improvvisazione teatrale e lavora negli uffici dello show NBC Late Night with Conan O'Brien come addetta alle fotocopie. Successivamente si trasferisce prima a Chicago ed in seguito a Los Angeles lavorando come stand-up comedian con i gruppi teatrali Improv Olympic e The Groundlings.

### La carriera
Ritornata a New York, Arden Myrin inizia a lavorare come cameriera ed a prendere lezioni di teatro. Successivamente, due reclutatori inviano un agente a valutare la sua stand-up comedy e, da tale incontro, la Myrin ottiene un contratto con la loro agenzia e compare in numerosi film, tra i quali Kinsey e What Women Want - Quello che le donne vogliono; nonché serie televisive come Working, Friends e Reno 911!.
Nel 2005 entra ufficialmente a far parte del cast della popolare serie canadese MADtv, in cui rimane fino alla sua cancellazione nel 2009. Tra i suoi personaggi più memorabili vi sono "Alana della Holly Meadow Estates", "Crafty Gal Kendra" e "Lindsey di Apple iPad"; mentre tra i personaggi da lei imitati figurano:  Nicole Kidman, Jennifer Love Hewitt, Katherine Heigl, Tara Reid, Alex Borstein (come Lois Griffin), Goldie Hawn, Avril Lavigne, Isla Fisher, Lily Allen, Jamie Lynn Spears, Emily Osment e Portia de Rossi.
In seguito, la Myrin è apparsa come presenza fissa nello show E! Chelsea Lately ed al podcast Two Jacks in the Hole; oltre ad aver presenziato come guest star in Psych.

## Vita privata
Il 30 dicembre 2007, Arden Myrin ha sposato il commediografo Dan Martin, conosciuto nel 2001.

## Filmografia

### Cinema
- In & Out, regia di Frank Oz (1997)
- Harry a pezzi, regia di Woody Allen (1997)
- Gli imbroglioni, regia di Stanley Tucci (1998)
- What Women Want - Quello che le donne vogliono, regia di Nancy Meyers (2000)
- Bubble Boy, regia di Blair Hayes (2001)
- Auto Focus, regia di Paul Schrader (2002)
- Fuga da Seattle, regia di James Cox (2002)
- Kinsey, regia di Bill Condon (2004)
- Fuga dal Natale, regia di Joe Roth (2004)
- Un'impresa da Dio, regia di Tom Shadyac (2007)
- The Informant!, regia di Steven Soderbergh (2009)
- Wrong, regia di Mr. Oizo (2012)
- Daphne & Velma, regia di Suzi Yoonessi (2018)

### Televisione
- Star Trek: The Next Generation - serie TV, episodio 2x12 (1996)
- Just Shoot Me! - serie TV, episodio 4x06 (1999)
- Friends - serie TV, episodio 8x07 (2001)
- Reno 911! - serie TV, episodio 2x04 (2004)
- Una mamma per amica - serie TV, episodio 6x16 (2005)
- Kitchen Confidential - serie TV, 2 episodi (2005)
- MADtv - programma televisivo, 76 episodi (2005-2016)
- True Jackson, VP - serie TV, episodio 1x13 (2009)
- America's Next Drag Queen - programma televisivo (2011)
- Hung - Ragazzo squillo - serie TV, episodio 3x01 (2011)
- Hot in Cleveland - serie TV, episodio 2x07 (2011)
- Suburgatory - serie TV, 4 episodi (2011-2012)
- Delocated - serie TV, episodio 3x03 (2012)
- Psych - serie TV, 2 episodi (2012-2013)
- Orange Is the New Black - serie TV, episodio 1x03 (2013)
- The Soul Man - serie TV, episodio 2x04 (2013)
- Legit - serie TV, 2 episodi (2014)
- Anger Management - serie TV, episodio 2x72 (2014)
- K.C. Agente Segreto - serie TV, episodio 1x25 (2015)
- Bones - serie TV, episodio 10x14 (2015)
- Fresh Off the Boat - serie TV, 3 episodi (2015)
- 2 Broke Girls - serie TV, episodio 5x02 (2015)
- Shameless - serie TV, 3 episodi (2016)
- Still the King - serie TV, 8 episodi (2017)
- Grey's Anatomy - serie TV, episodio 14x24 (2018)
- Insatiable - serie TV, 16 episodi (2018-2019)
- The Magicians - serie TV, episodio 4x04 (2019)

## Doppiatrici italiane
Nelle versioni in italiano delle opere in cui ha recitato, Arden Myrin è stata doppiata da:
- Alessandra Chiari in Kinsey
- Laura Latini in Suburgatory
- Michela Alborghetti in Daphne & Velma - Il mistero della Ridge Valley High
- Patrizia Burul ne La fantastica signora Maisel
- Alessandra Korompay in K.C. Agente Segreto